# Komiker
En komiker er en person, der underholder med komik.
Før de elektriske mediers udbredelse rejste komikere rundt og fortalte historier, vittigheder, anekdoter og sagn og sang viser og sange for publikum på torve og pladser, gerne mod lidt mad, drikke eller småpenge.
I dag udbredes morsomme episoder med lynets hast gennem TV, radio og computer, og der findes ikke mange omrejsende komikere i den gamle forstand.
Især stand-up er en populær stilart i nyere tid.
Den hurtige udbredelse gennem medierne sikrer, at kun de bedste kan holde sig i branchen, men det er der delte meninger om. Teorien gælder både komikere, sangere og skuespillere.